# Tijarat
Tijarat (arab. تيارت) – miasto w północno-zachodniej Algierii, w Atlasie Tellskim, na południowy zachód od Algieru, ośrodek administracyjny prowincji Tijarat. Około 229 tys. mieszkańców.